# Capharnaüm
Pour les articles homonymes, voir Capharnaüm (homonymie).
Capharnaüm ou Capernaüm (en hébreu : כְּפַר נַחוּם Kəfar Nāḥūm ou Kfar Naḥūm, ou Tell Naḥūm ; en arabe : كفر ناحوم ou تل ناحوم) est un ancien village de pêcheurs de Galilée, sur la rive nord-ouest du lac de Tibériade dans le nord d'Israël. Sous la dynastie des Hasmonéens, ce village faisait de 6 à 10 hectares et sa population avoisinait les 1 700 personnes.
« Grande ville de commerce », comme l'indique le Larousse, son nom est surtout utilisé au sens figuré, par antonomase, pour qualifier un lieu de grande pagaille, renfermant beaucoup d'objets entassés pêle-mêle, un endroit en désordre et par métonymie un amas de ces objets. Ce sens, uniquement utilisé en français et beaucoup utilisé par Balzac, est justifié par Littré par le fait que Capharnaüm était lié à la lecture de l'évangile selon Marc, II, 2, sur l'attroupement lors de la venue de Jésus,. Il y a probablement aussi un rapprochement phonétique avec cafourniau (issu du latin furnus, « four »), petite pièce à côté de la maison servant de « débarras obscur ».

## Étymologie
Son nom vient de l'hébreu כְּפַר נַחוּם (« Kfar Nahum », Kfar désignant le village et Nahum la compassion, la consolation ; il s'agit littéralement du « village du Consolateur »). Il est possible qu'il y ait un lien avec le prophète Nahum originaire d'une bourgade appelée Elcoshé, le « village du Consolateur » étant cette bourgade et non le site actuel de Capharnaüm. Un rapprochement phonétique est également possible entre « Elcoshé » et la secte judéo-chrétienne des Elkasaïtes. En langue arabe, « Capharnaüm » est appelée Talhum, se référant au tell, « colline, monticule », et à Hum (peut-être une abréviation de Nahum). 

## Histoire
Le site est occupé au IIIe millénaire av. J.-C. et à l'âge du bronze (moyen et récent). Après une période d'abandon à l'âge du fer, le site est occupé à nouveau au Ve siècle av. J.-C.. Une cité est fondée au début de la dynastie hasmonéenne de Judée, car les monnaies les plus anciennes retrouvées sur le site datent du IIe siècle av. J.-C.. Elle était située près de la frontière de la province de Galilée, à un embranchement de la route commerciale appelée Via Maris. À l'époque du récit de l'Évangile, Capharnaüm comprenait un poste de douane et une petite garnison romaine commandée par un centurion, ce qui explique la présence de l'apôtre Lévi, dit Matthieu, qui devait y avoir un bureau d'où il prélevait la taxe maritime sur les pêches et la taxe frontalière sur les marchandises.
Capharnaüm est citée seize fois dans les évangiles, ce qui en fait le lieu le plus cité après Jérusalem : « Lorsque Jésus entendit que Jean avait été jeté en prison, il revint en Galilée. En quittant Nazareth, il se rendit à Capharnaüm, situé à proximité du lac, dans la région de Zabulon et de Nephtali et il y séjourna (Matthieu 4 : 12-13) », se fixant dans la maison de saint Pierre à partir de laquelle il rayonne durant son ministère. Bourgade de pêcheurs et de paysans ne comptant pas plus de 1 000 habitants, les juifs pieux (comme l'atteste la découverte archéologique de récipients de type hérodien destinés aux purifications rituelles) fréquentant la synagogue et proches de la tradition ancestrale sont peu réceptifs à la parole de Jésus qui maudit le village : « Et toi, Capharnaüm, seras-tu donc élevée jusqu'au ciel ? Non, tu descendras jusqu'au séjour des morts ! (Luc 10 : 15) ».
Bethsaïde (bourgade voisine de Capharnaüm au bord du lac de Tibériade, située de l'autre côté du Jourdain) est présentée dans le Nouveau Testament comme ville d'origine des apôtres Pierre et de son frère André, de Philippe et semble avoir un lien avec Nathanaël.
Au IIe siècle, après la destruction de Jérusalem et l'interdiction à tous Juifs d'y pénétrer, Capharnaüm est peuplée de Juifs nazôréens et d'artisans venus du reste de l'Empire byzantin. Il y a 1 500 habitants au Ve siècle[réf. nécessaire].

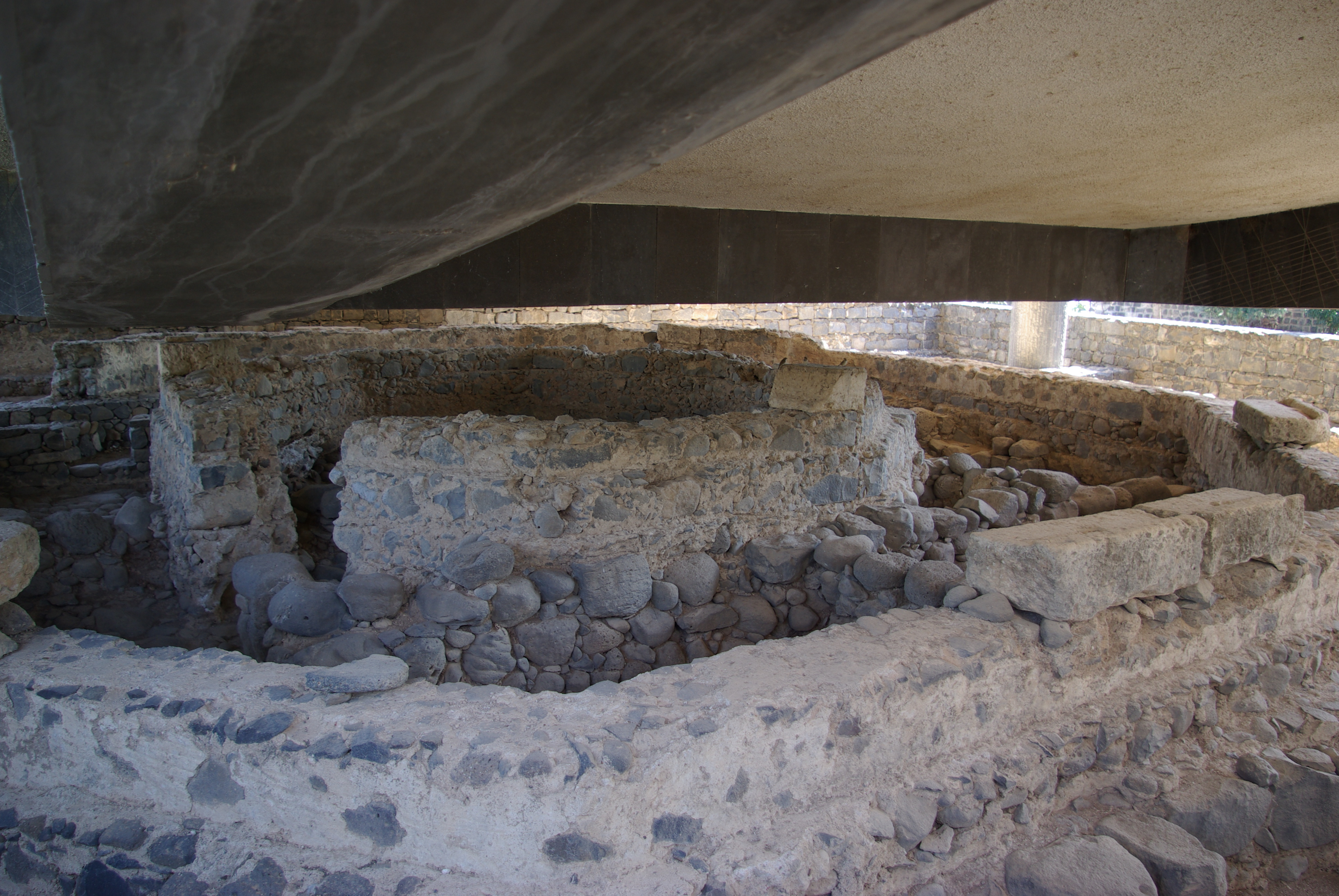
Restes archéologiques de l'église byzantine du Ve siècle.

Une église byzantine est construite sur les restes de ce qui est appelé « la maison de saint Pierre », dont les vestiges sont encore visibles,.
Le village, gravement endommagé par un tremblement de terre en 746, est reconstruit un peu plus loin au nord-est. Son déclin et finalement son abandon au cours du XIe siècle sont mal connus[réf. souhaitée]. Malgré l'importance de Capharnaüm dans la vie de Jésus, rien n'indique la moindre construction à l'époque des croisés.
Le site est redécouvert en 1838 par Edward Robinson, un américain spécialiste de géographie biblique. En 1866, le cartographe britannique Charles Wilson identifie les ruines de la synagogue et, en 1894, une partie de l'ancien site est achetée par la Custodie de Terre sainte des franciscains. Les principales fouilles franciscaines sont menées de 1968 à 1984. D'autres fouilles du site grec-orthodoxe voisin sont organisées de 1978 à 1982.
Sur le site, se trouvent les restes de l'ancienne ville de Capharnaüm : les vestiges d'une synagogue monumentale de l'époque byzantine (lettre A sur le plan) ; la maison de saint Pierre (lettre B, Insula Sacra, sur le plan) au-dessus de laquelle a été construite une église catholique moderne ; l’église grecque-orthodoxe des Sept Apôtres construite en 1931 à l'emplacement où fut reconstruit le village de Capharnaüm après le tremblement de terre de 746 ; un couvent franciscain est à l'entrée du site.

Capharnaüm
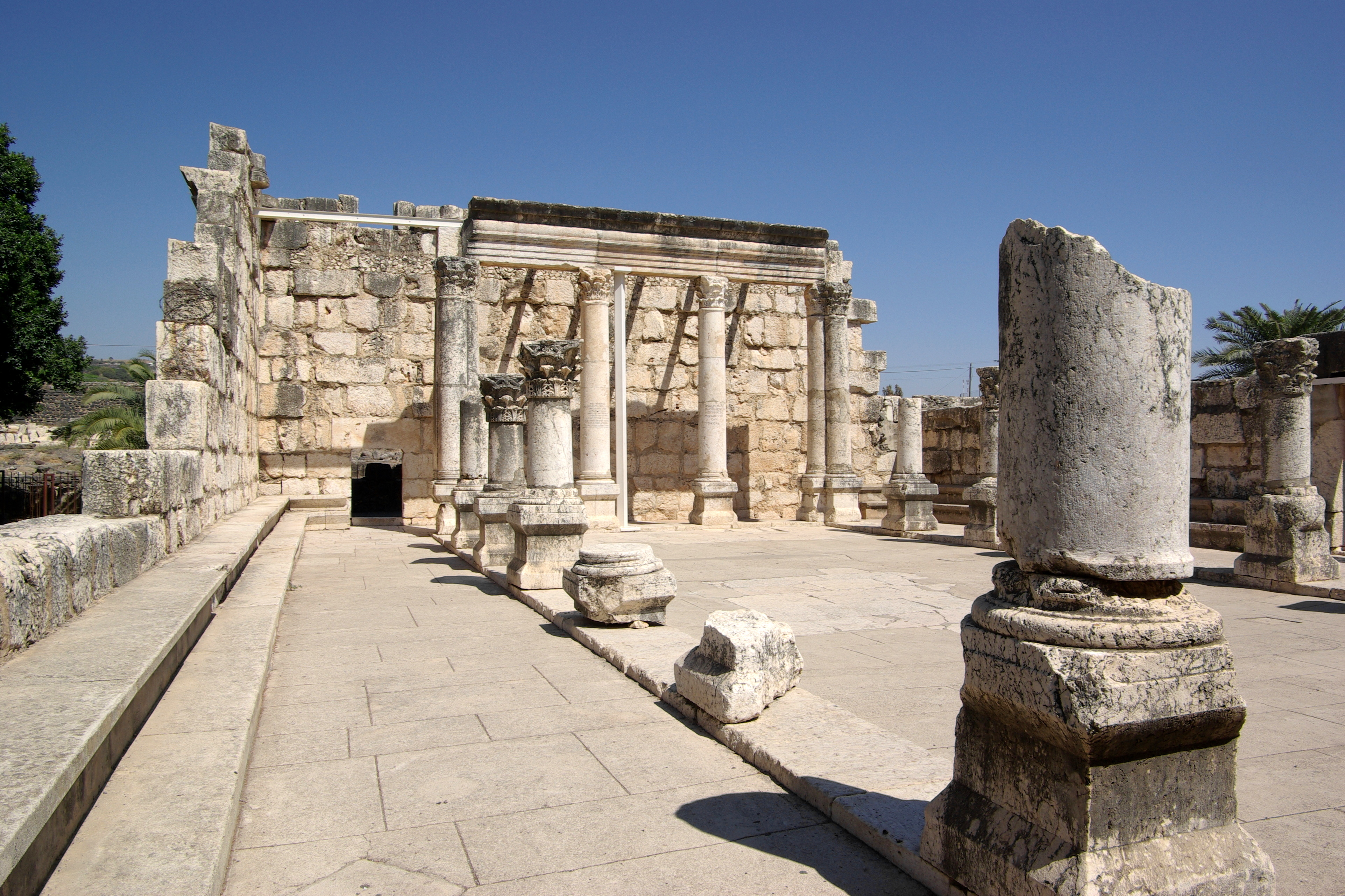
Vestiges de la synagogue.
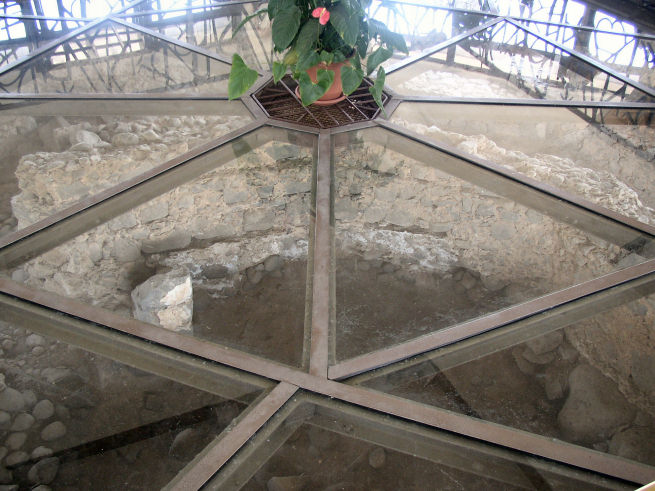
Maison de saint Pierre sous l'église catholique
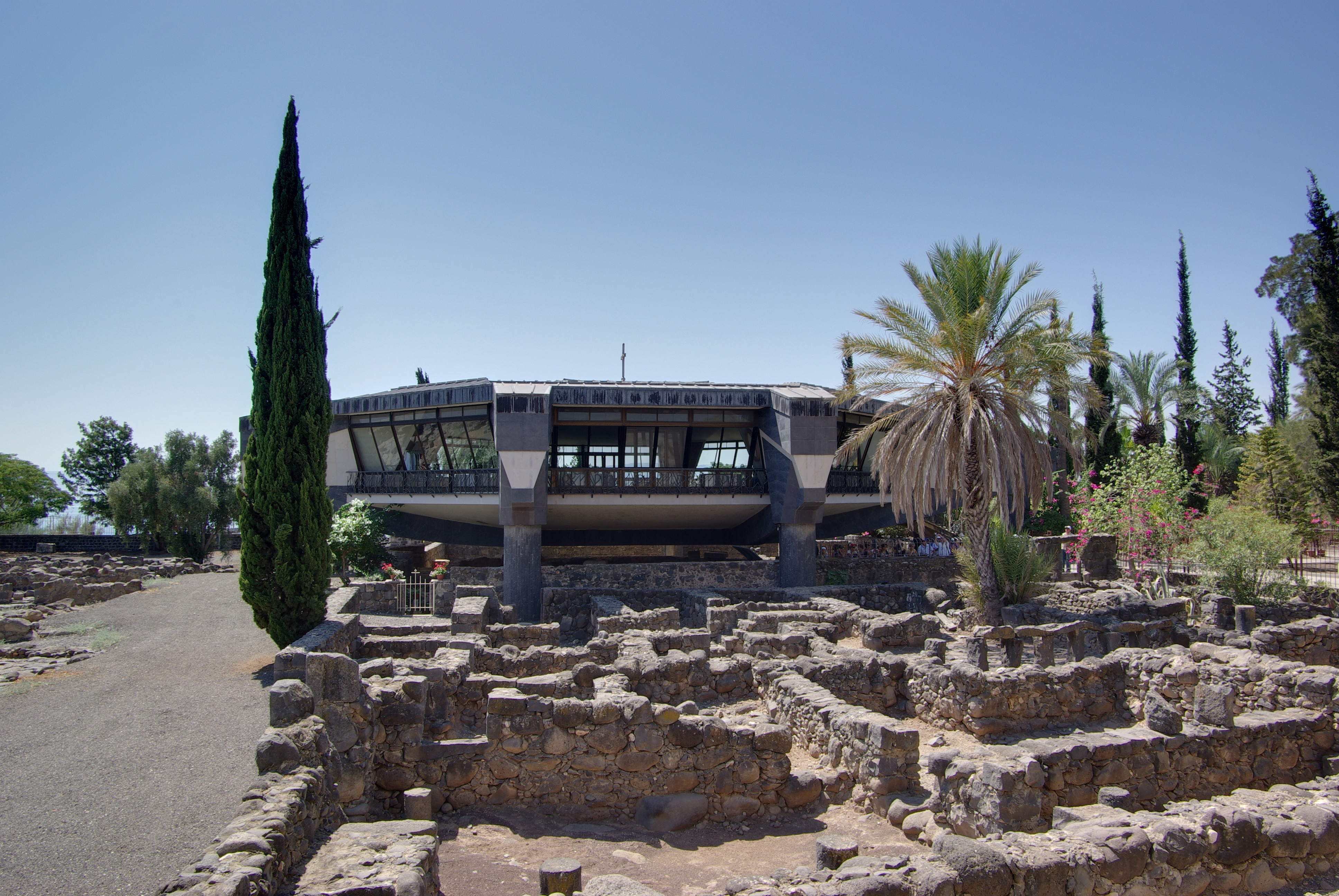
L'église catholique, construite au-dessus de la maison de saint Pierre
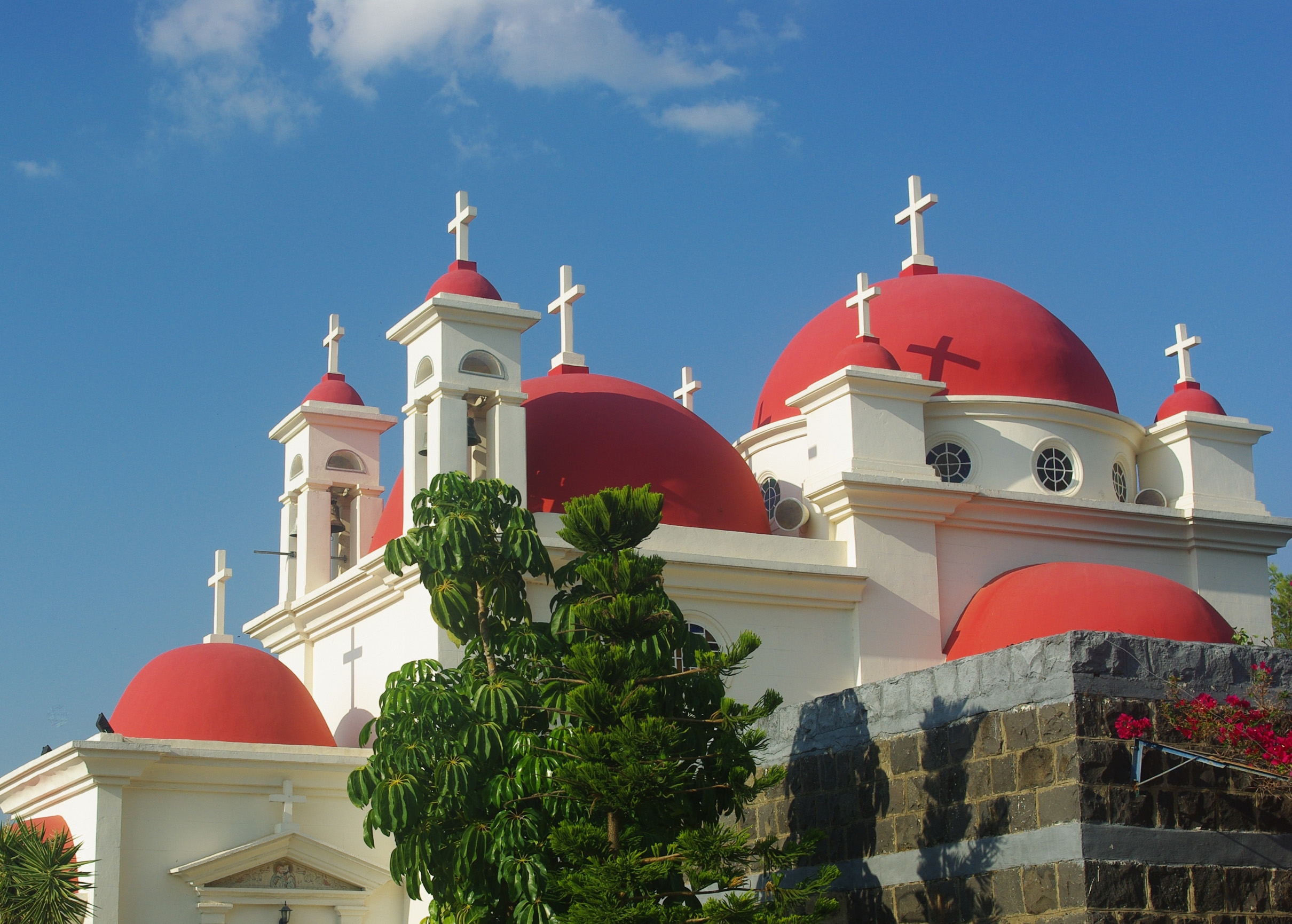
Capharnaüm - Le monastère grec orthodoxe, construit en 1931
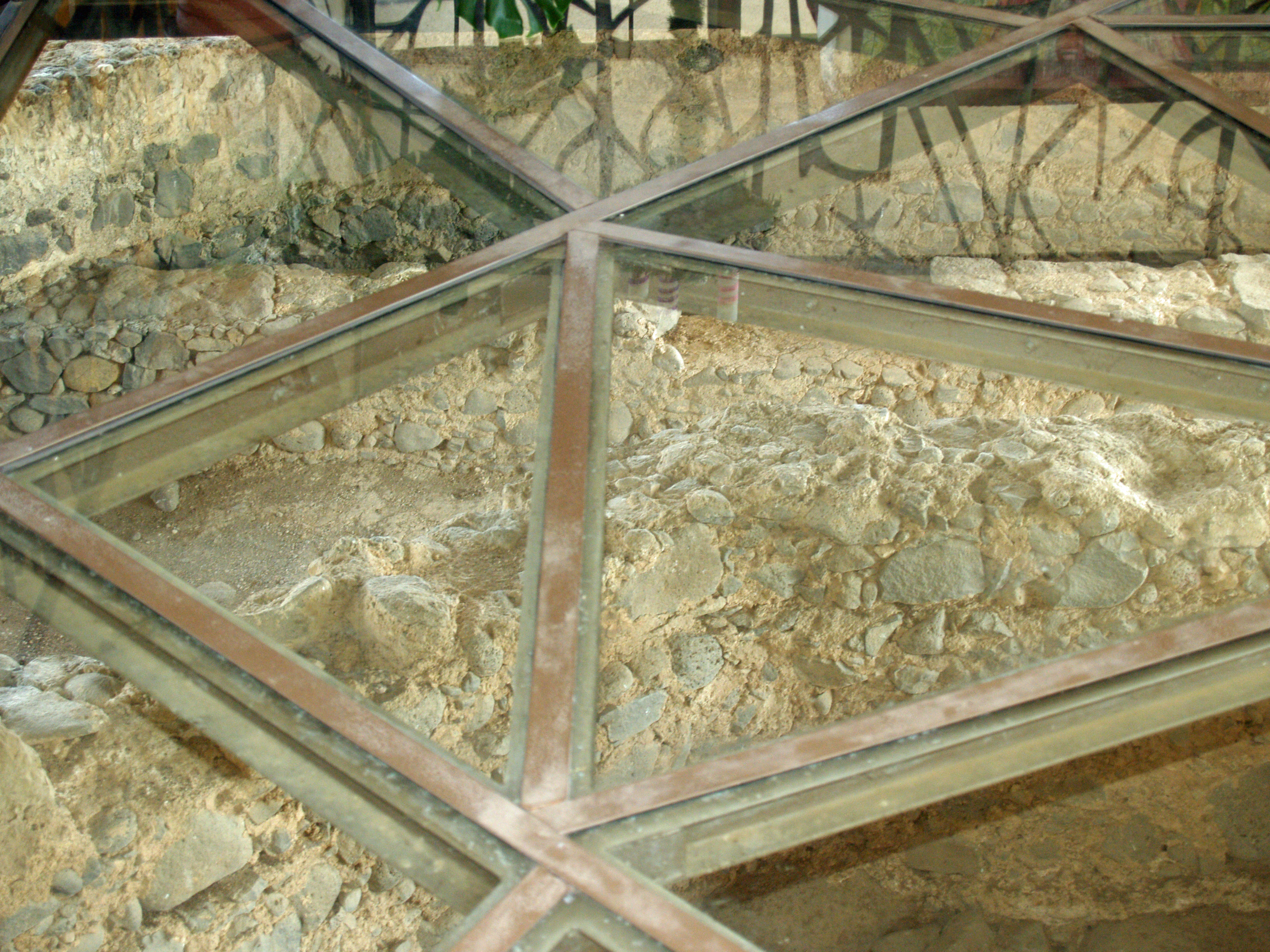
Restes de l'ancienne église byzantine à la Maison de saint Pierre
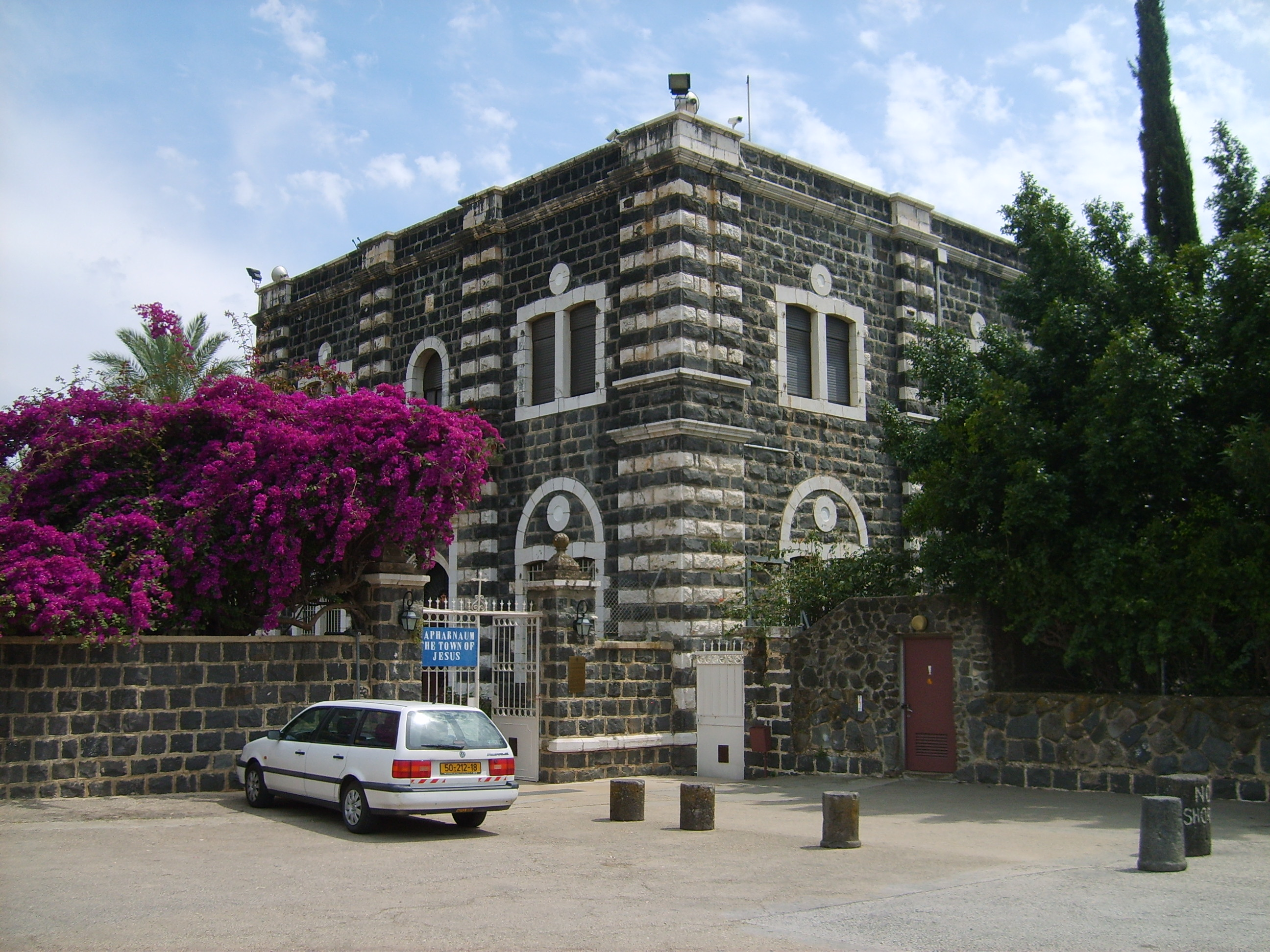
Couvent franciscain à l'entrée du site
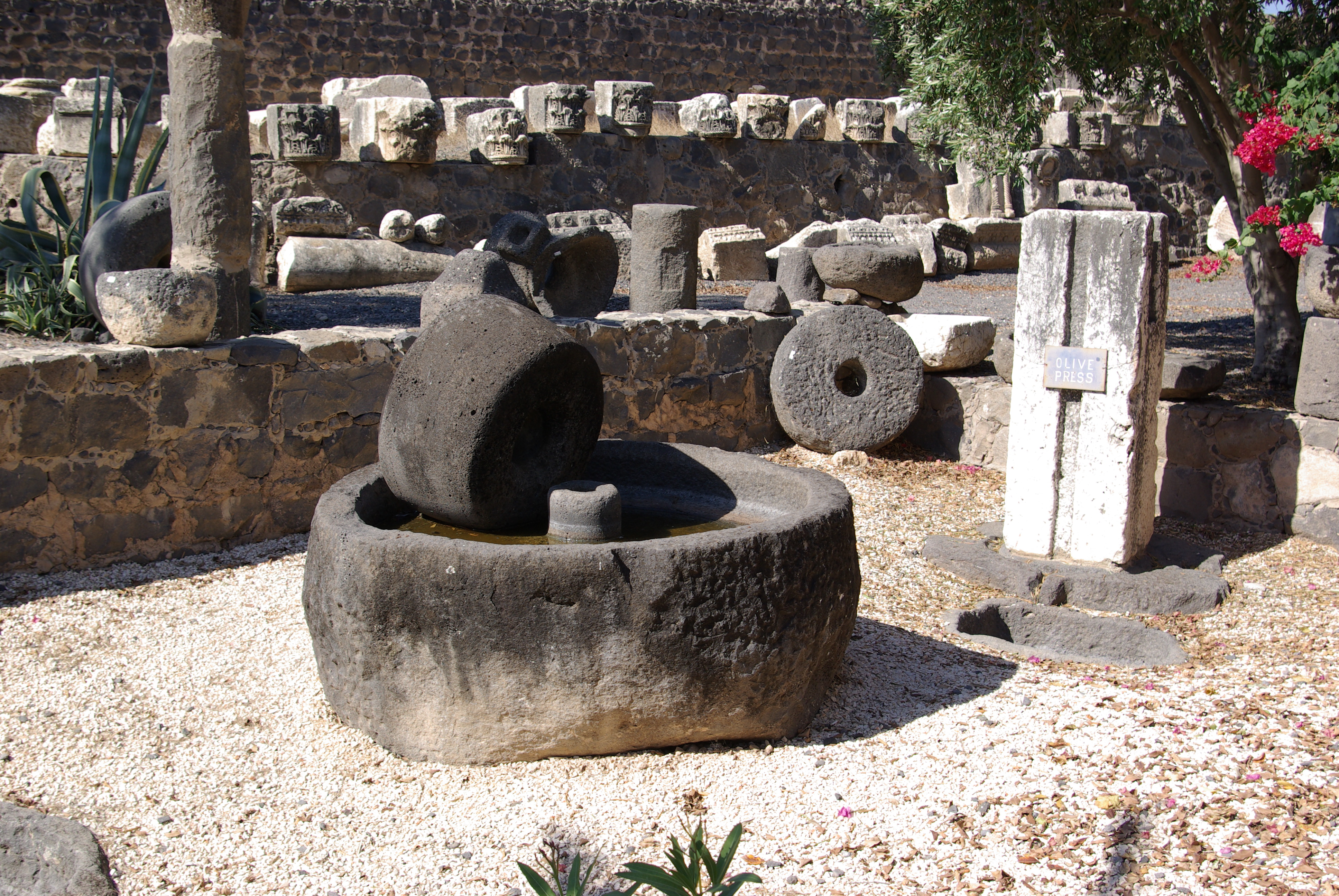
Ancien pressoir à olives
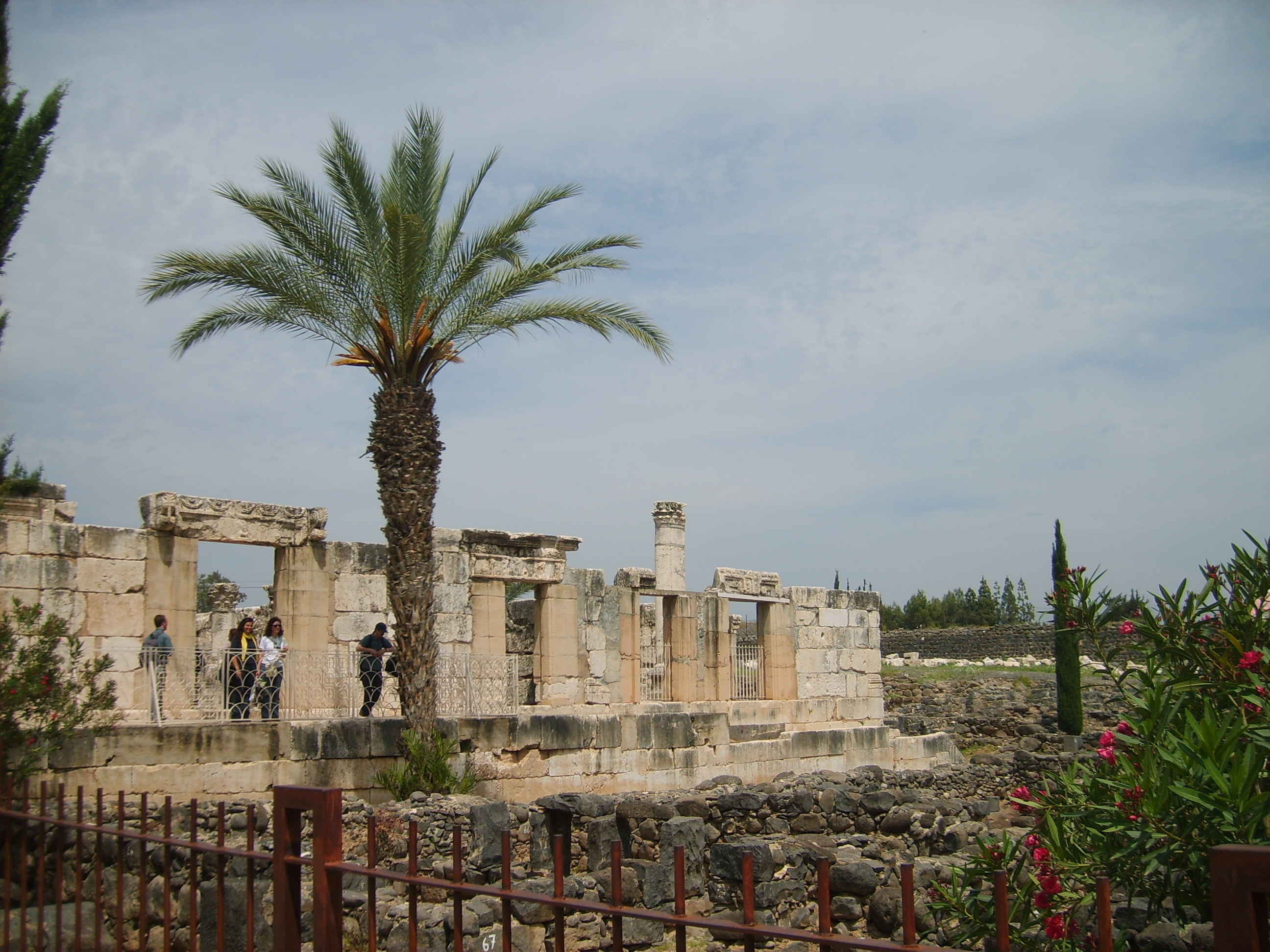
Ruines de la synagogue
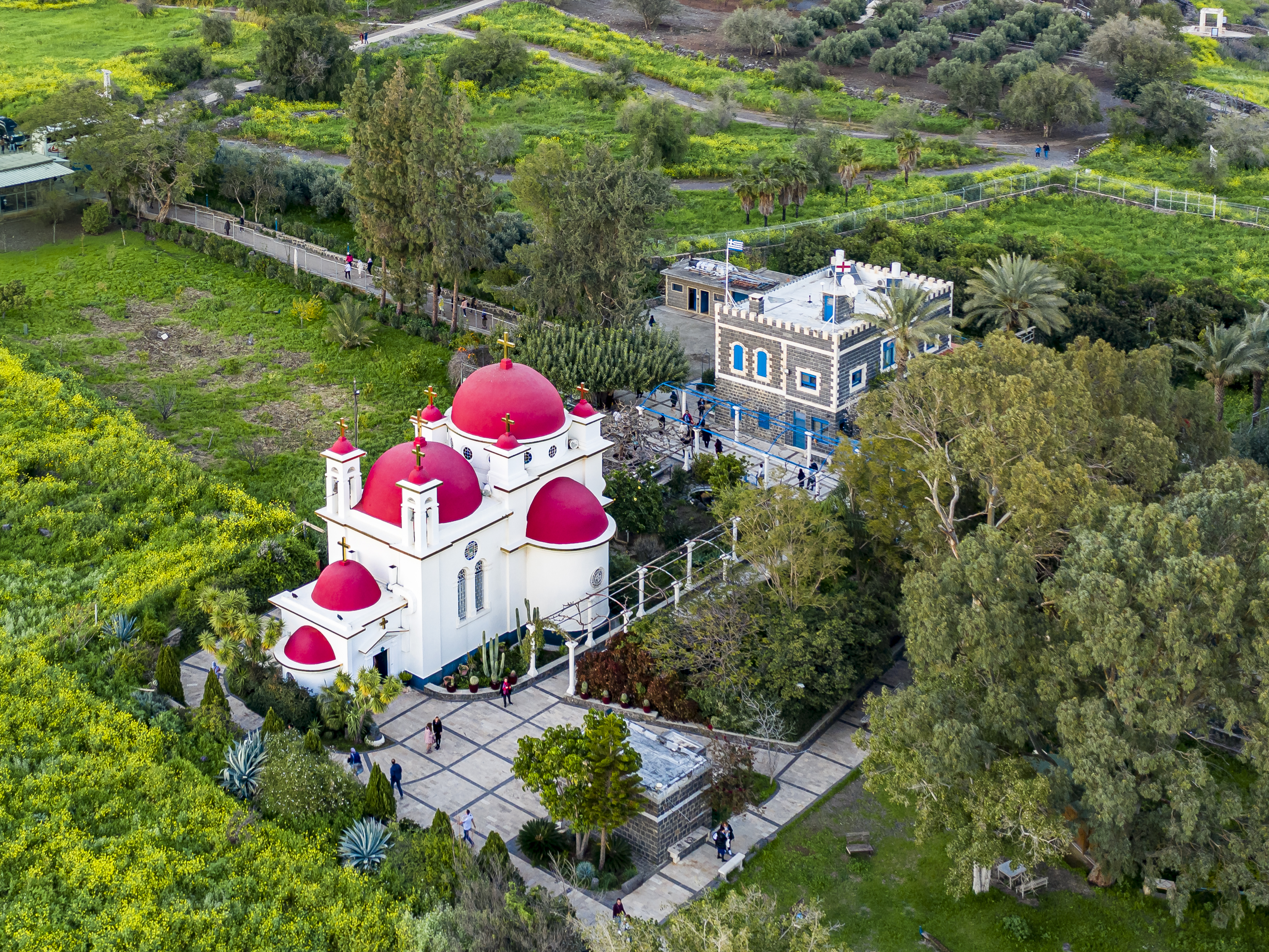
Le monastère des douze apôtres à Capharnaüm. Mars 2019.